# 郑州卷烟厂
郑州卷烟厂是河南中烟工业旗下的一個香煙廠。

## 歷史
郑州卷烟厂的歷史可以追溯到1945年成立的利民烟厂。1948年郑州被中共接管后收归国有，改名为郑州市烟一厂，1953年，郑州市烟二厂、新华、民丰、吉士等10多个小厂併入。1957年定名为郑州卷烟厂。1961年，汉口印刷厂从武汉迁入郑州并入郑州卷烟厂。2003年，郑州卷烟厂与漯河卷烟厂合并，成立郑州卷烟总厂。2006年11月，郑州卷烟总厂成为河南中烟工业下属的生产制造工厂。

## 黄金叶香烟
1951年，吉士烟厂開始生產金叶牌卷烟。吉士烟厂併入郑州市烟一厂後黄金叶隸屬於郑州卷烟厂。1952年，更名为黄金叶香烟。1964年，黄金叶被中華人民共和國轻工业部命名为部优产品。